# Орнатский, Николай Философович
Никола́й Филосо́фович Орна́тский (16 мая 1886, Санкт-Петербург — октябрь 1918) — младший врач 199-го пехотного Кронштадтского полка. Причислен к лику святых Русской православной церкви в 2000 году.

## Семья
- Отец — Философ Николаевич Орнатский, протоиерей, настоятель Казанского собора в Санкт-Петербурге.
- Мать — Елена, урождённая Заозерская, дочь бывшего иподиакона митрополита Исидора. Николай был старшим из десяти детей.
- Брат — Борис Философович, расстрелян вместе с отцом и братом в октябре 1918 и причислен к лику священномучеников.
- Жена — В 1913 году обвенчался с девицей Серафимой, дочерью протоиерея Иоанна Успенского, полкового священника лейб-гвардии Финляндского полка.
- Дети — дочери — Ирина (1917 г.р.) и Елена.

## Образование
Получив первоначальное образование в 10-й Санкт-Петербургской гимназии (1906), окончил Императорскую Военно-медицинскую академию в звании лекаря в 1910 году. Во время учёбы в академии вступил в Общество распространения религиозно-нравственного просвещения, возглавляемое отцом, и принял деятельное участие в создании церковно-народного хора при храме преподобного Серафима Саровского на станции Графская.

## Военная служба
В 1911 году был определён на службу младшим врачом в 197-й пехотный Лесной полк. В том же году он был прикомандирован к Свеаборгскому лазарету для научно-практического усовершенствования. С 1911 по 1914 год служил врачом в составе 199‑го пехотного Кронштадтского полка. С 1914 года принимал участие в военных действиях в составе 6-й Автомобильной роты 9-й армии и был награждён тремя орденами. После окончания Мировой войны он вернулся домой, занялся частной врачебной практикой и пел в храме в церковном хоре.

## Арест и мученическая кончина
Был арестован в августе 1918 вместе с отцом Философом и братом Борисом Орнатскими. Прихожане требовали освободить священника; власти в ответ перевезли его с сыновьями из Петрограда в Кронштадт.
Протоиерей Философ Орнатский и его сыновья были расстреляны, предположительно, около 30 октября 1918. По дороге он читал вслух отходную над приговорёнными. По одним данным, расстрел произошёл в Кронштадте, по другим — неподалёку от Финского залива между Лигово и Ораниенбаумом. Тела расстрелянных, по-видимому, были сброшены в залив.
В августе 2000 протоиерей Философ Орнатский и его сыновья Николай и Борис причислены к лику общецерковных святых Юбилейным Архиерейским собором Русской православной церкви.